# Matt Elliott
Matthew Stephen Elliott (Wandsworth, 1 de novembro de 1968) é um ex-futebolista e treinador de futebol escocês. Atuava como zagueiro, com destacada passagem pelo Leicester City entre 1997 e 2005.

## Carreira
Após jogar em dois clubes semi-profissionais (Leatherhead e Epsom & Ewell), Elliott profissionalizou-se em 1988, no Charlton Athletic, onde realizou apenas uma partida.
Jogou ainda por Torquay United, Scunthorpe United (inicialmente por empréstimo, foi contratado em definitivo em 1992) e Oxford United, onde foi vice-campeão da Division Two (como era conhecida a Quarta Divisão inglesa) em 1995-96. Seu único título como jogador de futebol foi a Copa da Liga Inglesa de 1999-00, pelo Leicester City, clube onde realizou 245 jogos, marcando 26 gols. Em 2004, jogou 10 partidas no Ipswich Town, por empréstimo. Elliott encerrou a carreira de jogador em janeiro de 2005, aos 36 anos, prejudicado por uma lesão no joelho.
Como técnico, passou por Stafford Rangers e Army United, sem êxito em nenhum deles.

## Carreira na Seleção
Elliott estreou pela Seleção Escocesa de Futebol em 1997, contra a França, e disputou a Copa de 1998, realizada em território francês. Não jogou nenhuma das 3 partidas da equipe, que amargou eliminação na fase de grupos.
O único gol do zagueiro pela equipe foi contra San Marino. Até 2001, foram 18 partidas realizadas.